# Hypostomus alatus
Hypostomus alatus är en fiskart som beskrevs av Castelnau, 1855. Hypostomus alatus ingår i släktet Hypostomus och familjen Loricariidae. Inga underarter finns listade i Catalogue of Life.